# Andreas Hajek
Andreas Hajek, nemški veslač, * 16. april 1968, Weißenfels.
Hajek je za Nemčijo nastopil na Poletnih olimpijskih igrah 1992, 1996 in 2000. V Barceloni in Atlanti je z nemškim dvojnim četvercem osvojil olimpijsko zlato, v Sydneyju pa bron.
Poleg tega je na svetovnih prvenstvih osvojil še pet zlatih, eno srebrno in dve bronasti medalji.